# 레디앙
레디앙(Redian)은 대한민국의 진보 성향 인터넷 언론사이다. 2006년 4월에 창간했다. 2012년 2월 이광호 편집국장은 재정난 등을 이유로 레디앙의 제작을 일시 중단한다고 밝혔다. 2012년 5월 1일 워드프레스를 기반으로 재창간되었다.

## 출판업
레디앙에서는 인터넷 신문 발행 뿐 아니라 책 만드는 일도 한다. 우석훈과 박권일이 같이 쓴 《88만원 세대》(2009년 일본 번역 출간),  목수정이 쓴 《뼛속까지 자유롭고 치맛속까지 정치적인》, 오건호가 쓴 《대한민국 금고를 열다》, 강상구의 《Hi, 마르크스 Bye, 자본주의》(2011년 중국 번역 출간), 하영식의 《남미 인권 기행》《얼음의 땅 뜨거운 기억》,김윤성과 류미연이 함께 쓴 《명품 판타지》등이 레디앙 출판팀에서 출간한 책이다.

## 임직원 현황

### 임원
- 대표이사 : 이광호
- 이사 :

- 조돈문 (가톨릭대학교 교수)
- 김석연 (변호사)
- 김태현 (민주노총 정책실장)
- 이근원 (공공연맹 조직강화본부장)
- 김형탁 (진보신당 경기도당 위원장)
- 박강호 (전국언론노동조합 부위원장)
- 조철 (레디앙 경영총괄이사)
- 이재영 (진보신당 정책위 의장)

- 감사 : 박갑주 (변호사, 진보신당 중앙선거관리위원장)

### 직원
- 발행인 / 편집국장 : 이광호
- 기획위원 : 이재영
- 편집국 기자 : 정상근, 이은영, 고세진, 김경탁, 손기영
- 출판기획팀 : 이상덕, 여미숙
- 업무국 : 정용희 (총무팀)